# Philothermus montandoni
Philothermus montandoni is een keversoort uit de familie dwerghoutkevers (Cerylonidae). De wetenschappelijke naam van de soort werd in 1843 gepubliceerd door Charles Nicolas Aubé.